# Joseph Moses Levy

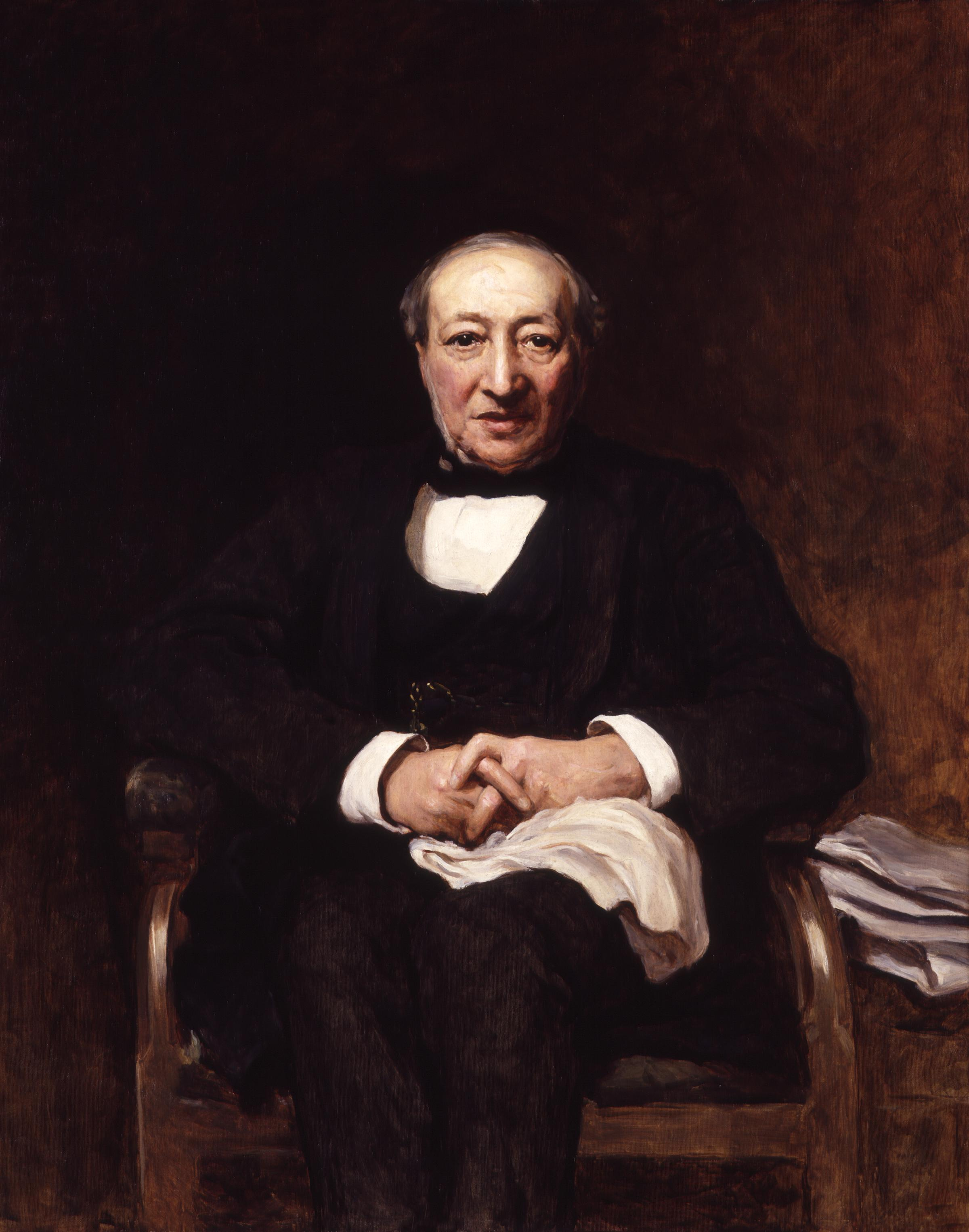
Joseph Moses Levy (1888)

Joseph Moses Levy (* 15. Dezember 1812 in London; † 12. Oktober 1888 in Ramsgate) war ein britischer Publizist und Unternehmer.

## Leben
Levy besuchte die Bruce Castle School. Er erwarb eine Druckerei in der Fleet Street in London. Ab 1855 war Levy Besitzer der Sunday Times, behielt diese Zeitung aber nur ein Jahr lang. Im Jahr 1855 kaufte er die Zeitung Dayly Telegraph and Courier. Der Name wurde auf Daily Telegraph verkürzt, es war die erste Londoner Zeitung, die für einen Penny verkauft wurde.
Levy investierte umfangreich in sein Unternehmen und schaffte es mit Unterstützung seines Sohnes Edward Levy-Lawson, 1. Baron Burnham die Konkurrenzblätter in den 1870er Jahren auflagenmäßig zu überholen. Für seine Zeitung schrieben führende Journalisten und Autoren, auch er selbst verfasste zahlreiche Artikel.